# Emery Welshman
Emery Welshman, né le 9 novembre 1991 à Mississauga, est un footballeur international guyanien. Il joue comme attaquant. Il possède également la citoyenneté canadienne.

## Biographie
Le 22 janvier 2016, Welshman signe un contrat MLS avec le Real Salt Lake après avoir passé un an avec l'équipe réserve en USL.
En juin 2019, il est retenu par le sélectionneur Michael Johnson afin de participer à la Gold Cup organisée aux États-Unis, en Jamaïque et au Costa Rica.